# Registre du patrimoine culturel de Slovénie
Le Registre du patrimoine culturel de Slovénie est le registre officiel du patrimoine culturel en Slovénie. Le registre se subdivise en trois parties interconnectées : le registre du patrimoine immobilier, le registre du patrimoine mobilier et le registre du patrimoine immatériel.
L'inscription au registre signifie uniquement un support informatif pour la mise en œuvre de la protection du patrimoine, car le registre ne contient que des informations de base sur le patrimoine inscrit — la description, des photographies, des coordonnées — et n'a aucune conséquence directe pour le propriétaire du patrimoine. Dans ses trois parties subdivision (patrimoine mobilier, immobilier, immatériel), des données particulières de protection sont conservées pour les monuments, qui comprennent : les documents de protection, la description de la protection, le régime de protection et les informations sur le propriétaire du monument.
La législation prévoit que les unités de plus de 50 ans soient inscrites au registre.